# 土耳其廣播電視公司第一台
土耳其廣播電視公司第一台（土耳其語：TRT 1）是土耳其廣播電視公司一條於1968年開播的電視頻道，為土耳其首條和最具歷史的電視頻道，而在1986年之前更是當地唯一一條電視頻道。這條頻道播放新聞、音樂、綜藝、文化、體育和電視劇等各類節目，並於2012年5月19日正式開播高清電視訊號。